# 艾力士·羅德里奎茲
亞歷山大·伊曼紐爾·羅德里奎茲（英語：Alexander Emmanuel Rodriguez，1975年7月27日—），生於紐約州的紐約市，常見的名字簡稱是A-Rod，大聯盟登錄名字是艾力克斯·羅德里奎茲（Alex Rodriguez），是美國出生的多明尼加裔職業棒球運動員，現擁有美國及多明尼加共和國雙重國籍。前大聯盟選手，效力紐約洋基隊時期為三壘手，之前在西雅圖水手隊和德州遊騎兵隊則是擔任游擊手。他打破吉米·法克斯在1932年所創下的紀錄，成為最年輕達成500支全壘打的球員，並於2010年擊出600支全壘打，同時也是最年輕完成此記錄的球員。
他被譽為最佳全能型球員之一。自1996年至2008年期間，他的個人數據如全壘打、得分、打點、壘打數都曾在大聯盟領先。他最為人所知的就是長打能力和10年2.75億美元大聯盟最昂貴球員合約。2009年2月羅德里奎茲公開自己在效力德州遊騎兵使用違禁藥品。2013年球季結束後，羅德里奎茲因禁藥問題被大聯盟禁賽，2014年整個球季162場球賽和季後賽皆不得上場。

## 早年生活

### 背景
艾力士·羅德里奎茲出生於紐約市曼哈頓島北邊的華盛頓高地。當他4歲時，羅德里奎茲的雙親搬回多明尼加。之後，他們搬去邁阿密。3年後，羅德里奎茲的父親決定搬去北方的紐澤西一陣子，便再也沒有回來過。在兒時喜歡球星包括基 赫南德茲、戴爾 墨菲及小卡爾·瑞普肯，是紐約大都會的球迷（因為當時馬林魚隊還沒成軍）。

### 高中
羅德里奎茲是邁阿密西敏寺基督教高校的先發游擊手。在100比賽中，他的打擊率.419並有90次盜壘成功。在他高三的時候，替學校贏得國家高中冠軍。在高中的時候，他已經入選美國國家隊。

### 大學
邁阿密大學想簽下羅德里奎茲當棒球選手和足球隊的四分衛，但被他拒絕；17歲時參加業餘選秀。2003年羅德里奎茲給予大學390萬美元興建新的棒球場。

## 職業生涯

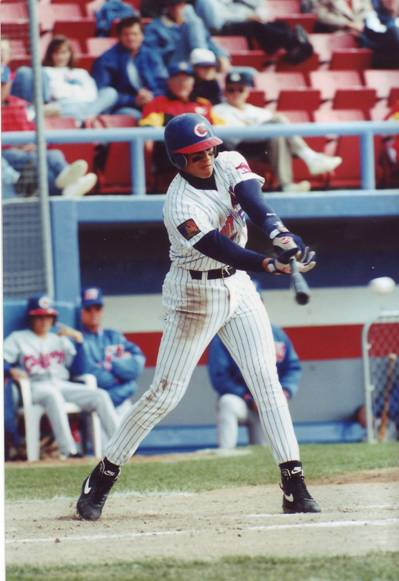
當羅德里奎茲仍效力3A球隊卡加利炮彈時。

### 西雅圖水手
羅德里奎茲在1993年被西雅圖水手以第1輪第1順位選中成為選秀狀元。首先在3A球隊卡加利炮彈上陣，出賽32場，取得37支安打及6發全壘打。1994年7月8日他首次以先發游擊手的身分在大聯盟出賽，對手是波士頓紅襪，當時他只有18歲11個月又11天的年齡，是大聯盟自1900年後第3年輕的游擊手，並且他是西雅圖隊史上最年輕的游擊手，另外亦是自10年以來首次18歲球員參與大聯盟賽事。7月9日在芬威球場對Sergio Valdez打出第1支安打。一個月後，因為大聯盟球員不滿薪水問題而大罷工，球季提早結束。1995年羅德里奎茲大多數時間在3A球隊塔科馬雨人比賽。6月12日對堪薩斯市皇家面對Tom Gordon取得第一個全壘打，此外他亦在季後賽上陣，不過只是兩次打席登板。

#### 1996年：第1個完整的球季
1996年，羅德里奎茲正式成為西雅圖水手的先發游擊手，打出36支全壘打，並以.358的打擊率成為美國聯盟的打擊王。他也是美聯得分（141）、壘打數（379）、二壘打（54）最多的球員，其他如安打（第2，215）、長打（第2，91）、長打率（第4，.631）、打點（第8，123）、上壘率（第8，.414）也名列前矛。
他被運動新聞、美聯社選為美國職棒大聯盟年度最佳球員，也在美聯的最有價值球員票選第2，落後璜·岡薩雷茲3分（290-287），成為棒球史上最年輕的票選第2。

#### 1997年
1997年，羅德里奎茲打出23支全壘打、84分打點和.300的打擊率。6月5日對底特律老虎打出完全打擊，成為第2位完成的水手隊球員，並以21歲又10個月的年齡成為史上第5位年輕達成完全打擊。

#### 1998年：40-40俱樂部
1998年羅德里奎茲成為第3位40-40俱樂部的球員（42支全壘打、46次盜壘），也是史上第3位在球季中打出40支以上全壘打的游擊手。他入選美聯球員票選年度最佳球員，也獲得第2座金手套獎、最有價值球員票選第10。

#### 1999年
1999年，他再打出42支全壘打，因受傷缺席30場比賽。

#### 2000年：在西雅圖的最後一季
2000年羅德里奎茲在水手隊的表現更進一步，取得41支全壘打、132個打點及.316打擊率。另外他被保送100次，是該季唯一一名游擊手取得超越100個保送、得分和打點的球員。在季後賽表現亦相當出色季後賽平均.409打擊率及.773長打率。水手隊在美聯冠軍賽被紐約洋基隊打敗。

### 德州遊騎兵
在2000年球季結束後羅德里奎茲成為自由球員。因為金牌經紀人 Scott Boras 與紐約大都會隊談判破裂，A－Rod 最後和德州遊騎兵隊簽約。10年合約總值2.52億美元，是當時大聯盟交易費用最高的紀錄。這項交易比第二高的棒球交易高出6千3百萬美元。

#### 2001年—2002年：打破紀錄的球季
在效力遊騎兵期間，羅德里奎茲證明了他的長打能力。2001年，羅德里奎茲打出領先聯盟的52支全壘打、133分得分、393個壘打數。他成為自1932年以後，第1位打出50支全壘打和200支以上安打的球員，也是近34年來（之前是1968年）在全壘打、得分、壘打數領先的美聯球員。
2002年，羅德里奎茲打出領先聯盟的57支全壘打、142分打點、389個壘打數，成為自1984年以來，第1位在這三個項目領先的球員。他的57支全壘打是美聯史上第6多的全壘打，最多的是1961年馬里斯打出的61支全壘打，他的出色防禦也獲得生涯第1座金手套獎。
在這兩年內合計擊出109支全壘打，連續兩年在美國聯盟右打者全壘打榜領先。在2002年美國聯盟最有價值球員的投票中，排在第二，僅次於奧克蘭運動家米格爾·特哈達。雖然羅德里奎茲表現不錯，但是遊騎兵隊連續兩年居在分區榜末。

#### 2003年：美國聯盟最有價值球員
2003年，羅德里奎茲在美聯的全壘打、得分、長打率領先其他球員，也獲得金手套獎。也成為最年輕達成300支全壘打的球員。1996-2002年羅德里奎茲在美國聯盟最有價值球員投票中均在前十名之內，2003年終於奪得最有價值球員，當時德州遊騎兵是分區榜末的球隊，之前只有1987年效力芝加哥小熊安德烈·道森以此方式當選為最有價值球員。其後德州遊騎兵以昂貴為理由，放棄羅德里奎茲，原定與波士頓紅襪交易，但是球員工會阻止。交易失敗後，遊騎兵隊任命羅德里奎茲為隊長，不過不久就交易到紐約洋基。

### 紐約洋基
2004年2月15日，紐約洋基隊以二壘手阿方索·索里亚诺和當時效力小聯盟的Joaquín Árias向德州遊騎兵交易羅德里奎茲，羅德里奎茲被成功的交易至紐約洋基隊。遊騎兵也同意支付羅德里奎茲剩下的1.79億其中的6千7百萬美元的合約。由於洋基已有游擊手兼前好友基特，他同意轉守三壘手，另外背號由3號更改為13號，原因是3號的球衣已經退役，為貝比·魯斯永久專用。

#### 2004年：在洋基的第一季
在洋基的第1年，羅德里奎茲打出.286的打擊率和36支全壘打、106分打點、112分得和28次盜壘。他成為史上第3位連續7季打出35支全壘打、100分打點和100分得分的球員。同年，他也成為最年輕打出350支全壘打的球員。他也被選入2004年美國聯盟明星隊，連續8年被選入明星賽並首度以擔任三壘手。他完成美聯最有價值球員票選第14。
2004年美國聯盟分區賽，洋基的對手是明尼蘇達雙城，在比賽中打擊率為.424，長打率為.737。接著在冠軍賽對著宿敵波士頓紅襪。當中在第六場比賽羅德里奎茲做出爭議動作，在第八局洋基落後2-4，一人出局當時Miguel Cairo及基特已經上壘。羅德里奎茲面從投手布洛申·阿罗约擊出滾地球，投手接獲球後準備截殺羅德里奎茲時，羅德里奎茲將球撥開，令阿罗约失誤，讓兩名隊友返回本壘、羅德里奎茲上二壘，但是紅襪總教練提出抗議，在裁判討論後，判決羅德里奎茲犯規，基特亦被迫返回一壘，得分不被計算。

#### 2005年：美國聯盟最有價值球員
2005年，羅德里奎茲打出.321打擊率和領先聯盟的48支全壘打、124分打點。他成為洋基自1980年瑞吉·傑克森以來，第1位獲得美國聯盟全壘打王的頭銜的球員。8月6日，以29歲又216天的年齡成為最年輕打出400支全壘打的球員。4月26日對洛杉磯天使比賽，擊出3支全壘打，共取得10分。此外，他繼Mickey Cochrane、吉米·法克斯、法蘭克·羅賓森和貝瑞·邦茲之後，成為第4位在兩個不同球隊都獲得最有價值球員獎項的球員。羅德里奎茲以游擊手的位置被選入拉丁美洲傳奇明星隊。

#### 2006年
在球季開始前，羅德里奎茲代表美國角逐2006年世界棒球經典賽。2006年球季可以說的上是他在大聯盟生涯中最難熬的一年，美聯三壘手2006年最多次失誤就是他創下的(24次)雖然如此，在打擊上還是有穩定的表現(全壘打35 打點121 打擊率0.290 盜壘15 壘打數299)全壘打是全聯盟第17名、打點是全聯盟第8名。2006年7月21日擊出第2000支安打暨第450支全壘打，是第八位在31歲前造出2000支安打的成績。另外該季是連續九季在大聯盟第二位球員做出35支全壘打、取得100分、100個打點的球員，羅德里奎茲連續11季得分超過100分。
在季後表現不佳，14個打數只出現一支一壘安打。

#### 2007年

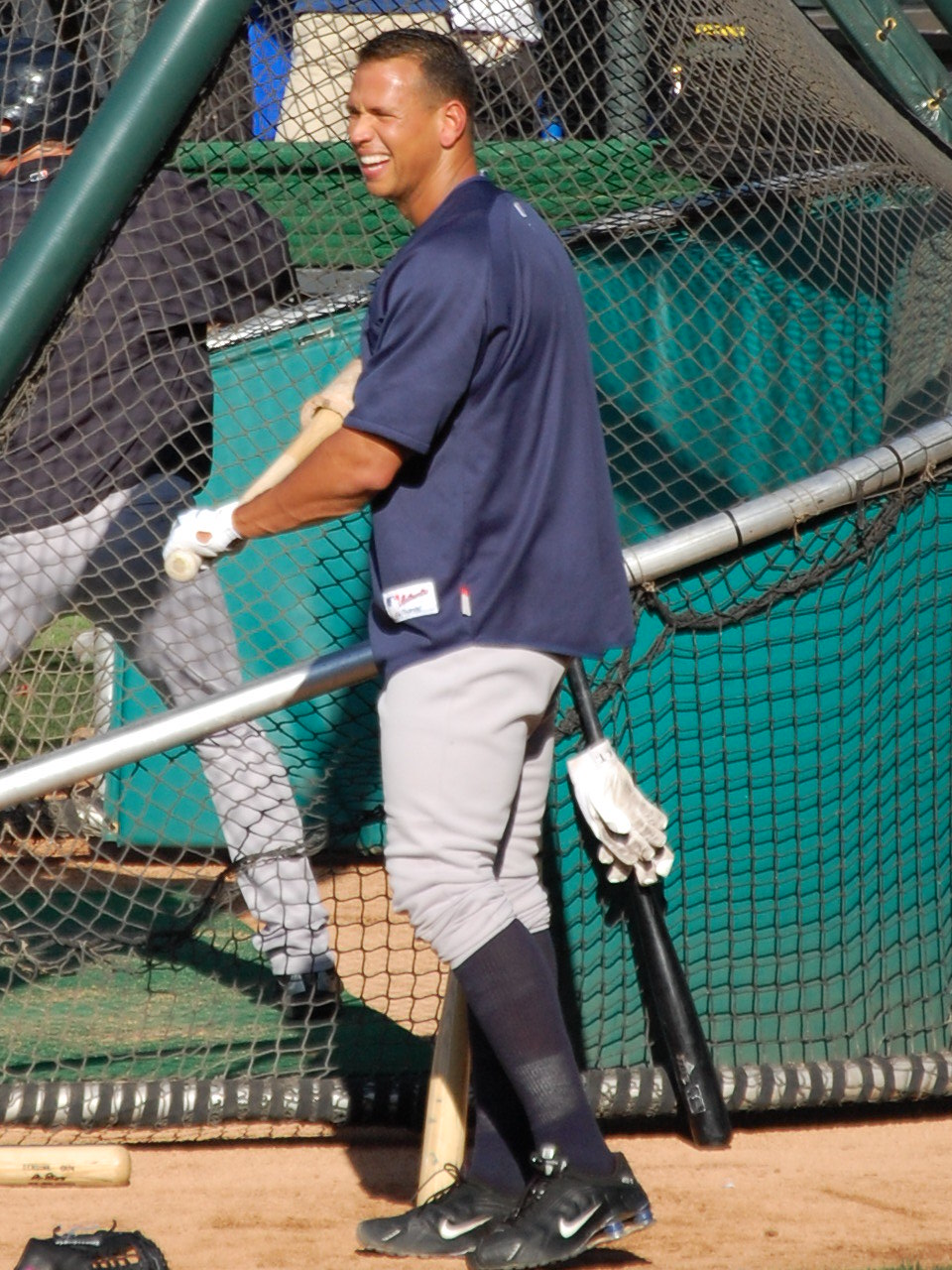
羅德里奎茲正在比賽時熱身。

2007年4月7日，洋基本季的第4場比賽，羅德里奎茲在洋基球場面對巴爾的摩金鶯隊的比賽中擊出兩支全壘打，包含生涯第3支再見滿貫全壘打，追平佛恩·史蒂芬斯和賽·威廉斯所創下的紀錄。羅德里奎茲也成為大聯盟第一位球季前7場比賽中打出6支全壘打的球員，也是洋基隊第1位在前7場比賽中擊出6支全壘打的球員。
2007年4月19日，紐約洋基以8比6逆轉勝克里夫蘭印地安人，羅德里奎茲擊出再見全壘打。2007年8月4日，羅德里奎茲在面對堪薩斯市皇家隊的比賽中，從Kyle Davies手中擊出第500支全壘打，這使他成為最年輕達成500支全壘打的球員（32歲又8天），也打破吉米·法克斯在1932年所創下的紀錄。
9月5日對西雅圖水手比賽中，首次在一局內打出兩支全壘打。9月23日《紐約雜誌》報導與芝加哥小熊洽談新的合約。但是他的經理人透過ESPN表示並沒有此事。
9月25日，當他在比賽中擊出一支滿貫全壘打後，成為大聯盟史上第五位球員造出50個全壘打及150打點的球員。在該季以54支全壘打、.645長打率及299次上壘次數在美國聯盟排行第一。球季結束後以三壘手被選為銀棒獎成員。
2007年11月19日，被選為美國聯盟最有價值球員。在球季結束後，一度與洋基隊解約，洽談新合約的事情。11月15日洋基隊開出10年2億7500萬美元合約，合約在12月13日正式生效。

#### 2008年

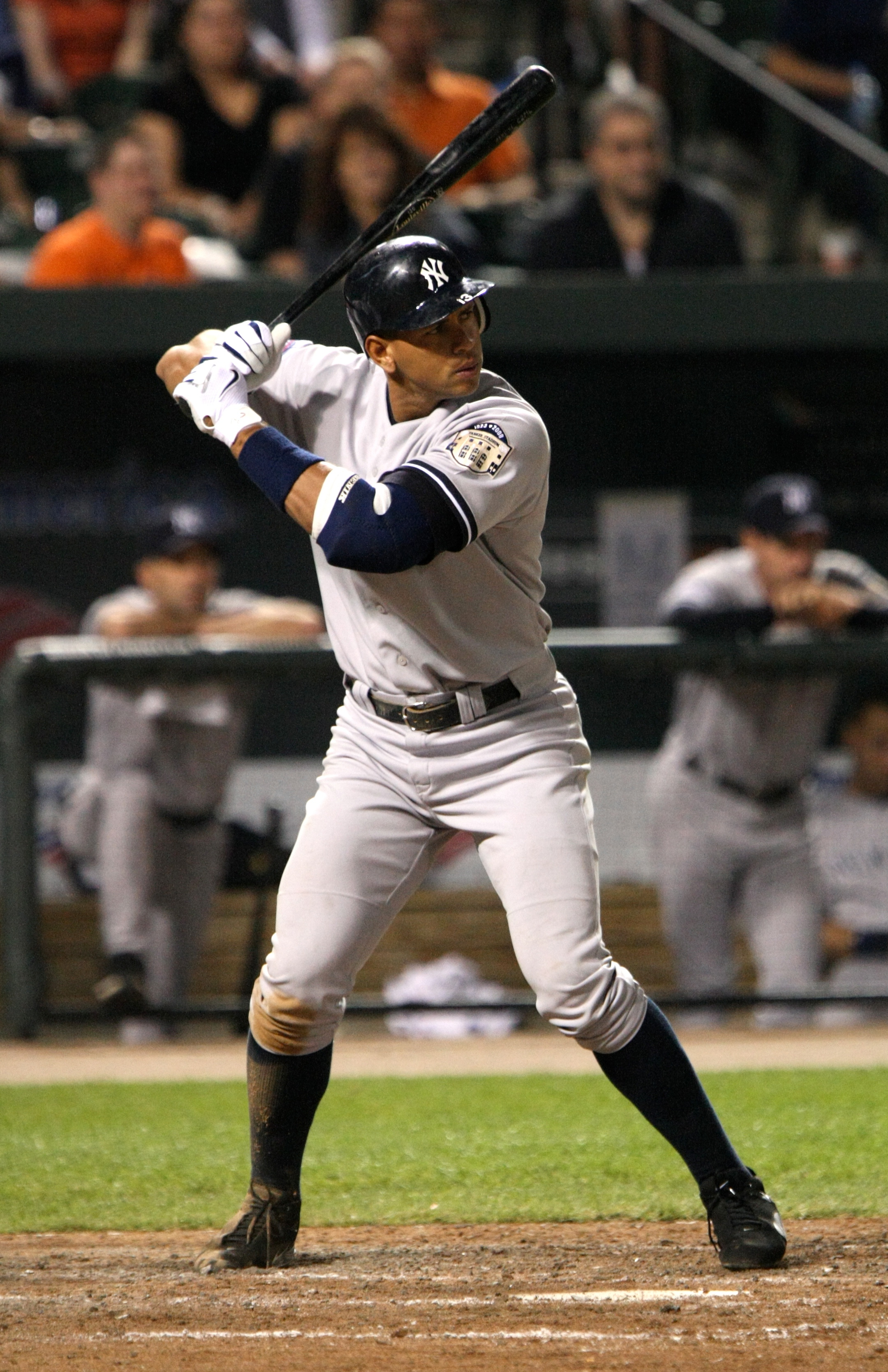
2008年在打擊區的羅德里奎茲

2008年9月17日，成為首位連續11季、生涯12季，至少有35支全壘打、100分打點的球員，也打破貝比·魯斯連續10季的紀錄。他是其中四名連續兩季有18支全壘打及18次盜壘紀錄的美聯球員，其他球員包括托利·杭特、伊恩·金斯勒及格雷迪·塞斯摩爾，而他平均每14.6打數就有一支全壘打，僅次於隊友傑森·吉昂比。

#### 2009年
羅德里奎茲希望代表多明尼加參加2009年世界棒球經典賽，但是因傷未能成願，雖然進行兩次手術康復。他錯過季前的春季集訓以及4月的賽事，在5月8日對巴爾的摩金鶯賽事復出，第一次打擊擊出一支三分全壘打。5月16日對明尼蘇達雙城擊出再見全壘打以6-4擊敗對手。6月23日對亞特蘭大勇士比賽中擊出一支全壘打，追平洋基名宿瑞吉·傑克森的紀錄。6月25日對紐約大都會比賽，超越了傑克森，擊出第563支全壘打，在全壘打排行榜第11名。10月4日，洋基隊在客場面對坦帕灣光芒隊的比賽中(該季的最後一場例行賽)，羅德里奎茲於第6局單局擊出2發全壘打，共7分打點（1發三分全壘打、1發滿貫全壘打），使其當季個人成績剛好達成成30發全壘打、100分打點，這也是他連續第12賽季達成此項里程碑。同時也締造隊史最多全壘打和美國聯盟單局最多打點的紀錄，而其全壘打數也追平馬怪爾，同以583支全壘打並列大聯盟史上第8。

#### 2010年
2010年8月4日，羅德里奎茲於主場面對多倫多藍鳥的比賽中，從藍鳥先發投手Shaun Marcum手中打出生涯第600支全壘打，成為大聯盟史上最年輕達成600號全壘打的打者（35歲又8天）。2010年9月25日於主場面對紅襪的比賽在第7局打出第610支全壘打，正式超越山米·索沙(Sammy Sosa)的609支全壘打，獨居全壘打紀錄第6名。。9月6日打出第100個打點，成為史上第一位連續13季30轟100打點球員。

#### 2011年
2011年可說是羅德里奎茲生涯表現最差的一年，不但整季傷勢不斷困擾著羅德里奎茲，且打擊能力日益下滑，全壘打產量也僅只有16支。

#### 2012年
2012年4月14日於洋基主場的第110場開幕戰中，三局下面對天使隊Ervin Santana擊出一支全壘打，追平前隊友兼好友的Ken Griffey的生涯全壘打數(630)，並列史上第五。2012年12月4日證實有髖關節夾擠症，於2013年6月復出。

#### 2013年
8月6日首度於大聯盟復出出戰白襪隊，但同時當天也遭到大聯盟處罰使用禁藥球員的禁賽，將遭到禁賽211場至明年球季結束，在禁賽前與白襪隊的系列賽仍可合法出賽，之後羅德里奎茲表示將會上訴保持仍可繼續比賽的權利。9月20日對巨人George Kontos擊出生涯第24支滿貫全壘打，超越盧·賈里格成為大聯盟史上第一。
以使用禁藥為由，2013年，大聯盟宣布將他禁賽211場，創下大聯盟最重禁賽記錄。羅德里奎茲提出上訴。2014年1月12日，大聯盟首席仲裁官何洛維茲宣布禁賽場次減少49場，但2014年球季162場球季賽全遭禁賽，季後賽也不准上場。

#### 2015年
5月1日對戰紅襪隊，在球隊2-2平手的情況下上場代打面對田澤純一，擊出生涯第660支全壘打，幫助洋基終場3-2贏球。6月19日在主場對戰老虎隊，1局下半第1次上場對賈斯丁·韋蘭德(Justin Verlander)打擊，A-Rod擊出生涯第3000安也是一支全壘打。A-Rod的3000安中有1465安在洋基時期擊出，966安在水手隊時期，569安在效力遊騎兵期間擊出。7月3日A-Rod與洋基球團達成協定，洋基拒絕支付合約內所協定的，如果A-Rod達成660支全壘打的600萬美金激勵獎金，改由捐贈350萬美金給當地的慈善機構，而撿到A-Rod第3000安全壘打的洋基球迷也同意將球歸還A-Rod，球迷可得到與A-Rod單獨見面的機會，以及洋基球團捐款15萬美金給球迷指定的慈善機構。但是先前A-Rod在紅襪主場所擊出的第660支全壘打球，紅襪球迷依舊不肯歸還。
7月25日對戰明尼蘇達雙城，A-Rod單場3支全壘打4分打點，幫助洋基9局上半追平比數，最後8-5贏球，也是A-Rod生涯第5次單場3支全壘打，排名史上第2，僅次薩米·索薩和Johnny Mize的生涯6次。

#### 2016年
8月7日洋基召開記者會，由羅德里奎茲本人發表退休感言，洋基球團宣布羅德里奎茲將在美國時間12日打完出戰光芒隊的最後一場比賽後，就會被球團釋出並且直接退休，轉任為球團特別顧問至2017年底合約期滿。

## 批評
羅德里奎茲比較讓人批評的是其季後賽的成績。在2004年加入洋基後，相比他在於例行賽中年度平均超過三成的打擊率，他季後賽徘徊在二成出頭的打擊率令人匪夷所思，他甚至在喬·托瑞任職洋基教頭的季後賽期間成為了先發的第八棒。但2009年的季後賽中，羅德里奎茲繳出了6支全壘打、18分打點、3成65打擊率、5成上壘率的成績，成為洋基隊能在世界大賽中封王的關鍵之一；他在2009年球季最後兩個月的表現，也成為了許多球迷的話題。
羅德里奎茲在球場上的一些小動作令他飽受爭議。例如在2007年8月洋基對藍鳥的例行系列賽中的一場比賽，羅德里奎茲在跑壘時企圖影響對手而對著藍鳥隊的野手突然大喊"Hay! I got it! "，這個舉動造成對方守備失誤，成為下一場比賽中雙方互相挑釁與火爆對峙的導火線。羅德里奎茲也曾在對方派出菜鳥投手時，在滾地球遭到刺殺出局後，刻意經過並跺腳踩踏投手丘來示威而遭到批評。
2009年球季由前洋基隊總教練喬·托瑞著書“我在洋基的日子”指出，羅德里奎茲被隊友起了A-Fraud（騙子）的稱號。

## 禁藥風波
2009年2月，體育雜誌《體育畫報》報導羅德里奎茲曾經在2001至2003年（當時仍效力德州遊騎兵）使用同化激素、睾酮，當年贏得美國聯盟最有價值球員、銀棒獎及全壘打突破300大關。。2003年曾經突擊檢查1,198名球員，當中104個樣本呈陽性反應。自從事件被揭發後，他終於承認曾經在效力德州遊騎兵期間服食禁藥，但自從在2003年春訓受傷就停止使用。2月17日在美國坦帕召開記者會，他稱跟隨一名表兄（名字不公開）使用一種來自多明尼加共和國叫「boli」的藥物，並表示什麼也不知情。數天後，查明該名人士是Yuri Sucart，他是邁阿密居民。

## 獎項和榮譽
| - 1993年 全美國高中第一隊（內野手） - 1994年 西雅圖水手小聯盟年度最佳球員 - 1994年 中部聯盟明星賽（游擊手） - 1995年 棒球美國小聯盟明星第一隊（游擊手） - 1995年 3A 明星賽（游擊手） - 1996年 美聯 明星賽（游擊手） - 1996年 美聯 最有價值球員 （票選2） - 1996年 美聯 銀棒獎 （游擊手） - 1996年 運動新聞年度最佳球員 - 1997年 美聯 明星賽（游擊手） - 1998年 美聯 明星賽（游擊手） - 1998年 西雅圖水手年度最佳球員 - 1998年 運動新聞年度最佳球員 - 1998年 美聯 銀棒獎 （游擊手） - 1998年 美聯 最有價值球員（票選9） - 1999年 美聯 銀棒獎 （游擊手） - 1999年 美聯 最有價值球員（票選15） - 2000年 美聯 明星賽（游擊手） - 2000年 美聯 銀棒獎 （游擊手） - 2000年 美聯 最有價值球員（票選3） - 2000年 棒球美國年度最佳球員 - 2000年 棒球美國大聯盟明星第一隊（游擊手） - 2000年 西雅圖水手年度最佳球員 - 2001年 美聯 明星賽（游擊手） - 2001年 美聯 漢克阿倫獎 - 2001年 棒球美國大聯盟明星第一隊（游擊手） - 2001年 德州遊騎兵年度最佳球員 - 2001年 美聯 銀棒獎 （游擊手） - 2001年 美聯 最有價值球員（票選6） | - 2002年 美聯 明星賽（游擊手） - 2002年 美聯 金手套獎 （游擊手） - 2002年 美聯 最有價值球員（票選2） - 2002年 美聯 銀棒獎 （游擊手） - 2002年 美聯 漢克阿倫獎 - 2002年 棒球美國年度最佳球員 - 2002年 棒球美國大聯盟明星第一隊（游擊手） - 2002年 德州遊騎兵年度最佳球員 - 2002年 運動新聞年度最佳球員 - 2003年 美聯 明星賽（游擊手） - 2003年 美聯 金手套獎 （游擊手） - 2003年 美聯 漢克阿倫獎 - 2003年 棒球美國大聯盟明星第一隊（游擊手） - 2003年 德州遊騎兵年度最佳球員 - 2003年 美聯 最有價值球員 - 2003年 美聯 銀棒獎 （游擊手） - 2004年 美聯 明星賽（三壘手） - 2004年 美聯 最有價值球員（票選14） - 2005年 美聯 明星賽 （三壘手） - 2005年 美聯 最有價值球員 - 2005年 美聯 銀棒獎（三壘手） - 2005年 棒球美國大聯盟明星第一隊（三壘手） - 2006年 美聯 明星賽（三壘手） - 2006年 美聯 最有價值球員（票選13） - 2007年 美聯 最有價值球員 - 2009年 貝比魯斯獎 - 2010年 史上第一人連續13季達成30轟、100打點 - 2014年，大聯盟判決羅德里奎茲過去使用禁藥，且企圖妨礙偵辦，判罰整年禁賽，此為大聯盟史上最重罰則 | - 2015年5月1號，對紅襪擊出生涯第660支全壘打，並列史上第4 - 2015年6月20號，對老虎擊出生涯第3,000安，史上第29位 - 2015年8月18號，對雙城擊出生涯第25支滿貫全壘打，史上第一 |

## 紀錄

### 重要紀錄
| 史上最多滿貫全壘打                       | 25   | 1994年~ |
| 西班牙裔史上最多全壘打打者               | 675  | 1994年~ |
| 紐約出生史上最多全壘打打者               | 675  | 1994年~ |
| 單季最多得分（游擊手）                   | 141  | 1996年  |
| 單季最多長打 (棒球)（游擊手）            | 91   | 1996年  |
| 單季最高長打率（游擊手）                 | .631 | 1996年  |
| 單季最多壘打數（游擊手）                 | 393  | 2001年  |
| 單季最多全壘打（游擊手）                 | 57   | 2002年  |
| 四月份最多全壘打（三壘手）               | 14   | 2007年  |
| 單季最多全壘打（三壘手）                 | 52†  | 2007年  |
| 史上最多盜壘，再有50支全壘打時（三壘手） | 24,  | 2007年  |

†：2007年有2支全壘打是在指定打擊時所打出，所以紀錄為52支

，和威利·梅斯並列
| 連續球季最多全壘打     | 109  | 2001年—2002年 |
| 四月最多全壘打         | 14   | 2007年        |
| 擊出10支全壘打所需場數 | 14場 | 2007年        |
| 擊出12支全壘打所需場數 | 15場 | 2007年        |
| 單局最多打點           | 7    | 2009年10月4日 |

| 單季最多全壘打（右打者）     | 54 | 2007年        |
| 單季主場最多全壘打（右打者） | 26 | 2005年        |
| 單局最多打點                 | 7  | 2009年10月4日 |

### 生涯成績
| † | 代表羅德里奎茲獲得世界大賽冠軍 |
|   | 代表羅德里奎茲獲得美國聯盟MVP  |
| * | 代表羅德里奎茲獲得金手套獎     |

| 年度  | 球隊       | 出賽 | 打數  | 打點 | 得分 | 安打 | 二壘打 | 三壘打 | 全壘打 | 壘打數 | 四死 | 三振 | 盜壘 | 上壘率 | 長打率 | 打擊率 | OPS   |
| 1994  | 西雅圖水手 | 17   | 54    | 2    | 4    | 11   | 0      | 0      | 0      | 11     | 3    | 20   | 3    | .241   | .204   | .204   | .445  |
| 1995  | 西雅圖水手 | 48   | 142   | 19   | 15   | 33   | 6      | 2      | 5      | 58     | 6    | 42   | 4    | .264   | .408   | .232   | .672  |
| 1996  | 西雅圖水手 | 146  | 601   | 123  | 141  | 215  | 54     | 1      | 36     | 379    | 59   | 104  | 15   | .414   | .631   | .358   | 1.045 |
| 1997  | 西雅圖水手 | 141  | 587   | 84   | 100  | 176  | 40     | 3      | 23     | 291    | 41   | 99   | 29   | .350   | .496   | .300   | .846  |
| 1998  | 西雅圖水手 | 161  | 686   | 124  | 123  | 213  | 35     | 5      | 42     | 384    | 45   | 121  | 46   | .360   | .560   | .310   | .920  |
| 1999  | 西雅圖水手 | 129  | 502   | 111  | 110  | 143  | 25     | 0      | 42     | 294    | 56   | 109  | 21   | .357   | .586   | .285   | .943  |
| 2000  | 西雅圖水手 | 148  | 554   | 132  | 134  | 175  | 34     | 2      | 41     | 336    | 100  | 121  | 15   | .420   | .606   | .316   | 1.026 |
| 2001  | 德州遊騎兵 | 162  | 632   | 135  | 133  | 201  | 34     | 1      | 52     | 393    | 75   | 131  | 18   | .399   | .622   | .318   | 1.021 |
| 2002* | 德州遊騎兵 | 162  | 624   | 142  | 125  | 187  | 27     | 2      | 57     | 389    | 87   | 122  | 9    | .392   | .623   | .300   | 1.015 |
| 2003* | 德州遊騎兵 | 161  | 607   | 118  | 124  | 181  | 30     | 6      | 47     | 364    | 87   | 126  | 17   | .396   | .600   | .298   | .996  |
| 2004  | 紐約洋基   | 155  | 601   | 106  | 112  | 172  | 24     | 2      | 36     | 308    | 80   | 131  | 28   | .375   | .512   | .286   | .887  |
| 2005  | 紐約洋基   | 162  | 605   | 130  | 124  | 194  | 29     | 1      | 48     | 369    | 91   | 139  | 21   | .421   | .610   | .321   | 1.031 |
| 2006  | 紐約洋基   | 154  | 572   | 121  | 113  | 166  | 26     | 1      | 35     | 299    | 90   | 139  | 15   | .392   | .523   | .290   | .915  |
| 2007  | 紐約洋基   | 158  | 583   | 156  | 143  | 183  | 31     | 0      | 54     | 376    | 95   | 120  | 24   | .422   | .645   | .314   | 1.067 |
| 2008  | 紐約洋基   | 138  | 510   | 103  | 104  | 154  | 33     | 0      | 35     | 292    | 65   | 117  | 18   | .392   | .573   | .302   | .965  |
| 2009† | 紐約洋基   | 124  | 444   | 100  | 78   | 127  | 17     | 1      | 30     | 236    | 80   | 97   | 14   | .402   | .532   | .286   | .934  |
| 2010  | 紐約洋基   | 137  | 522   | 125  | 74   | 141  | 29     | 2      | 30     | 264    | 59   | 98   | 4    | .341   | .506   | .270   | .847  |
| 2011  | 紐約洋基   | 99   | 373   | 62   | 67   | 103  | 21     | 0      | 16     | 172    | 47   | 80   | 4    | .362   | .461   | .276   | .823  |
| 2012  | 紐約洋基   | 122  | 463   | 57   | 74   | 126  | 17     | 1      | 18     | 199    | 51   | 116  | 13   | .353   | .430   | .272   | .783  |
| 2013  | 紐約洋基   | 44   | 156   | 19   | 21   | 38   | 7      | 0      | 7      | 66     | 23   | 43   | 4    | .348   | .423   | .244   | .771  |
| 2015  | 紐約洋基   | 151  | 523   | 86   | 83   | 131  | 22     | 1      | 33     | 254    | 84   | 145  | 4    | .356   | .486   | .250   | .842  |
| 2016  | 紐約洋基   | 65   | 225   | 31   | 19   | 45   | 7      | 0      | 9      | 79     | 14   | 67   | 3    | .247   | .351   | .200   | .598  |
| 合計  | 22年       | 2784 | 10566 | 2086 | 2021 | 3115 | 548    | 31     | 696    | 5813   | 1338 | 2287 | 329  | .380   | .550   | .295   | .930  |

## 個人生活與軼事
- 羅德里奎茲與同母異父Joe及Suzy一同居住[40]，另外有一名同父異母的兄長Victor M. Rodríguez，目前在美國維吉尼亞州蘭利空軍基地擔任陸軍中校。
- 2002年11月2日與Cynthia Scurtis結婚，妻子在2004年11月18日生下長女，名為Natasha Alexander，2008年4月21日生下次女，名為Ella Alexander[41]。
- 2008年7月2日與妻子分居，原因是誕下第二名女兒後出現了「一些問題」[42]。7月8日正式宣佈離婚[43]。
- 羅德里奎茲與凯特·赫德森約會，2009年5月首次被公開。[44][45][46][47]
- 他擁有南休士頓賓士的代理權[48]。
- 2019年3月11日宣布與歌手詹妮弗·洛佩兹訂婚，[49]兩人在2021年4月公開分手。[50]
- 2021年4月11日，和沃爾瑪電商執行長Marc Lore以15億美元合買明尼蘇達灰狼隊，預計於2023年原老闆泰勒退休後正式成為球隊新老闆。

## 延伸閱讀
- Bryant, Howard. . ESPN.com. 2007-10-01  [2023-07-29]. （原始内容存档于2016-01-05）.
- Fishman, Steve. . New York. 2013-12-01  [2023-07-29]. （原始内容存档于2023-03-25）.
- Mnookin, Seth. . Men's Vogue. 2008-04. （原始内容存档于2009-01-06）.

## 外部連結
- 球員資訊和成績在MLB ，ESPN ，Retrosheet ，Baseball Reference ，Baseball Reference (Minors) ，Fangraphs ，The Baseball Cube （英文）
- 艾力士·羅德里奎茲在互联网电影资料库（IMDb）上的資料（英文）
- AROD.com[永久] - 個人官方網站

| 前任： 菲爾·奈文 | 大聯盟選秀狀元 1993年 | 繼任： 保羅·威爾森 |